# Швейдлер, Эгон фон
Эгон фон Швейдлер (нем. Egon von Schweidler; 10 февраля 1873, Вена, Австро-Венгрия — 10 февраля 1948, Зехам, Зальцбург, Австрия) — австрийский физик. Профессор (1906). Доктор философии. Член Венской академии наук.

## Биография
Сын адвоката. До 1894 года изучал физику и математику на физико-математическом факультете Венского университета.
Защитил докторскую диссертацию на тему «О внутреннем трении ртути и некоторых сплавов амальгамы» (1895).
С 1899 года работал в Венском университете, ассистентом Франца Серафина Экснера.
В 1911 году был назначен доцентом. Одновременно, с 1911 года работал в Физическом институте университета.
С 1911 по 1926 год — начальник отдела экспериментальной физики в Университете Инсбрука, где был деканом в 1924 году, ректором в 1925/1926 году.
В 1926 году по приглашению вернулся в качестве ординарного профессора в Физический институт Венского университета.
В 1929—1933 годах был секретарём, в 1933—1938 гг. — Генеральным секретарём, в 1939—1945 гг. — вице-президентом Австрийской академии наук.
В 1933 году был избран председателем Немецкого физического общества (Бад-Хоннеф, Германия).
Похоронен на почётной части венского Дёблингского кладбища.

## Научная деятельность
Работы Эгона Швейдлера посвящены, главным образом, исследованию радиоактивности. В 1905 году первым установил статистический характер закона превращения элементов. Совместно со Стефаном Мейером определил период полураспада полония (140 дней), установил превращение его в свинец, обнаружил (в 1899) отклонение лучей радия в магнитном поле.
Провёл исследования в области Атмосферного электричества.
В 1911 году опубликовал книгу «Практические упражнения при выполнении школьных экспериментов», а в 1916 году совместно со Стефаном Мейером одну из своих самый важнейших работ «Радиоактивность» («Radioaktivität»), которая в течение многих десятилетий была международным стандартом в этой области.
За успешную деятельность по изучению аномалий в поведении диэлектриков в 1907 году Э. Швейдлер был награждён премией Баумгартена Венской академии наук.

## Избранные публикации
- Die atmosphärische Elektrizität, (в соавт. 1903),
- Über Schwankungen der radioaktiven Umwandlung, Comptes Rendus du Premier Congres International pour L’etude de la Radiologie et de Ionisation (Liege, 1905),
- Praktische Übungen in der Ausführung von Schulversuchen (1911),
- Standardwerk über Radioaktivität, (в соавт. 1916, 2 изд. 1927).